# Přestavlky u Čerčan
Přestavlky u Čerčan település Csehországban, a Benešovi járásban. Přestavlky u Čerčan Vranov, Kaliště, Hvězdonice, Čerčany, Lštění, Petroupim és Soběhrdy településekkel határos. Lakosainak száma 430 fő (2024. január 1.).

## Népesség
A település lakosságának változását az alábbi diagram mutatja:
| Lakosok száma | 552  | 527  | 452  | 332  | 262  | 346  | 356  | 377  | 429  | 430  |
|               | 1869 | 1900 | 1921 | 1961 | 1980 | 2011 | 2016 | 2019 | 2021 | 2024 |